# آنا كيت
آنا كيت (بالإسبانية: Ana Cate)‏ هي لاعبة كرة قدم نيكاراغوية، ولدت في 5 أغسطس 1991 في نيكاراغوا. شاركت مع منتخب نيكاراغوا لكرة القدم للسيدات. أما مع النوادي، فقد لعبت مع فيمليكافيلاغ هافنارفيارذار.

## وصلات خارجية
- آنا كيت على موقع قاعدة بيانات كرة القدم.إي يو (الإنجليزية)
- آنا كيت على موقع Soccerway.com (الإنجليزية)